# Gyromitra caroliniana
Gyromitra caroliniana, conocida comúnmente como falsa colmenilla de Carolina o gran colmenilla roja, es un hongo ascomiceto del género Gyromitra, dentro del grupo de hongos Pezizales. Se encuentra en los bosques de frondosas del sureste de Estados Unidos, donde fructifica a principios de primavera, poco después del deshielo.
El cuerpo fructífero, o ascocarpo, aparece en el suelo en los bosques y puede alcanzar tamaños enormes. El sombrero, muy arrugado, es de color marrón rojizo, de forma casi esférica a aproximadamente elíptica, y suele medir de 15 a 20 cm de alto y de 6 a 13 cm de ancho. El estipe es macizo, de hasta 11 cm de grosor, con una superficie blanca similar al fieltro. La carne quebradiza está densamente empaquetada en el sombrero en pliegues enroscados que forman lóculos internos.

## Descripción

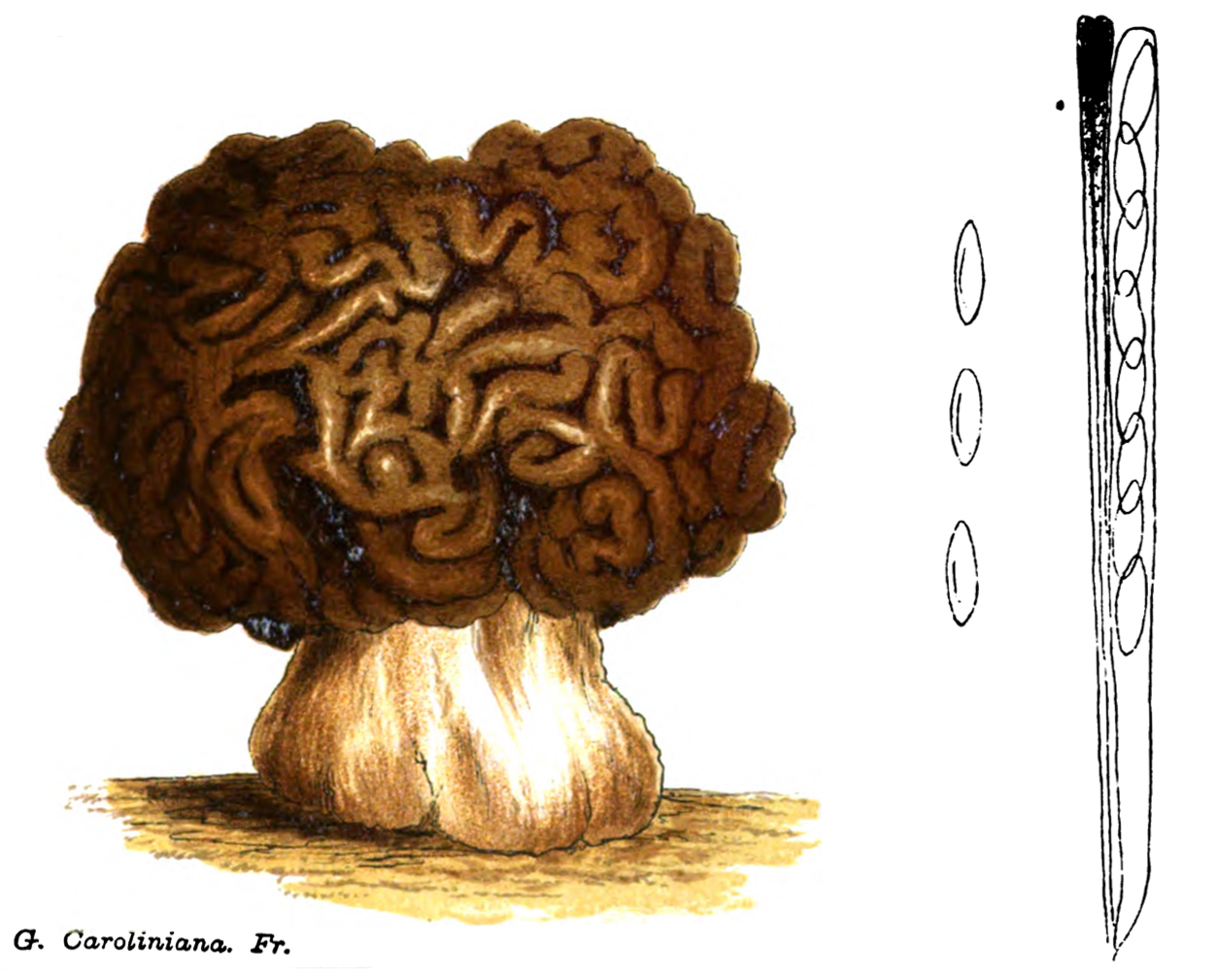
Dibujos del cuerpo del fruto, esporas y ascus con esporas de la obra de Mordecai Cubitt Cooke de 1879 Mycographia, seu Icones fungorum.

El sombrero es de aproximadamente esférico a elíptico y presenta una superficie plegada, arrugada u ondulada que recuerda en cierto modo a la superficie de un cerebro. Presenta zonas de hoyos más o menos simétricos, o costillas dispuestas verticalmente. El margen del sombrero está cerca del pie y a veces se adhiere a él. El color es de rojizo a marrón rojizo, pero se vuelve más oscuro en los especímenes envejecidos; el reverso es blanquecino. Los cuerpos frutales suelen medir 6-7 cm (2,4-2,8 pulgadas) de diámetro, pero pueden llegar a ser mucho más grandes. Fred J. Seaver informó que un espécimen había crecido hasta una altura de 10,5 pulgadas (27 cm), pero un rango de altura más habitual es de 15-20 cm (5,9-7,9 pulgadas). La parte inferior es blanquecina, pero no es fácilmente visible. El pie es corto y robusto, surcado, normalmente de 6-10 cm (2.4-3.9 in) de largo por 4-6 cm (1.6-2.4 in) de ancho, pero a veces mucho más grande, y normalmente más grueso en la base. De color blanco puro cuando es joven y con una superficie parecida al fieltro, se decolora con la edad o la manipulación. La parte superior del estípite suele estar ramificada, pero las ramas quedan ocultas por el sombrero. La carne blanquecina forma lóculos (cámaras) y está densamente empaquetada en el estípite y el sombrero, formando ramas hasta los puntos de unión.
Las esporas son estrechamente elípticas, hialinas (translúcidas) y apiculadas (con una punta afilada), y miden 30-33 por 11,5-14 μm. Las esporas suelen tener una gota de aceite grande y una o dos más pequeñas. Inicialmente lisa, la superficie de la espora se vuelve reticulada y áspera, desarrollando pequeñas verrugas. El uso de microscopía electrónica de barrido ha revelado hasta 6 apículas cortas (la parte de una espora que se une a los esterigmas) que se originan a partir de extensiones de la reticulación. Los ascos (células portadoras de esporas) miden 320-420 por 18,5-23 μm, y las paráfisis tienen una anchura de 6,5-5,9 μm.
Aunque algunas guías indican que la especie es comestible con una preparación adecuada (como hervirla), en general no se recomienda su consumo por el riesgo de confusión con otras especies tóxicas de Gyromitra que contienen el compuesto giromitrina. Cuando se hierve en agua, o se digiere en el organismo, este compuesto se hidroliza fácilmente al compuesto tóxico monometilhidrazina, utilizado como propelente en algunos combustibles para cohetes.

### Especies similares
Gyromitra brunnea tiene un aspecto similar a G. caroliana y su área de distribución geográfica se solapa. G. brunnea es claramente lobulada y carece de costillas y costillas transversales. En consecuencia, se pueden encontrar «costuras» donde la superficie inferior está expuesta. En cambio, G. caroliniana casi nunca tiene lóbulos y, por tanto, carece de costuras. Su sombrero, fuertemente arrugado y adherido, oculta la mayor parte de la superficie inferior. G. korfii tiene una apariencia más cuadrada o de bloque, y la superficie de su sombrero, de color marrón amarillento a marrón rojizo, tiene menos arrugas, pliegues y circunvoluciones. G. fastigiata es una especie europea parecida a la norteamericana G. brunnea. La común y extendida G. esculenta tiene un sombrero lobulado, irregular y cerebral. Tiene esporas más cortas que miden 21-25 por 12-13 μm.

## Hábitat y distribución

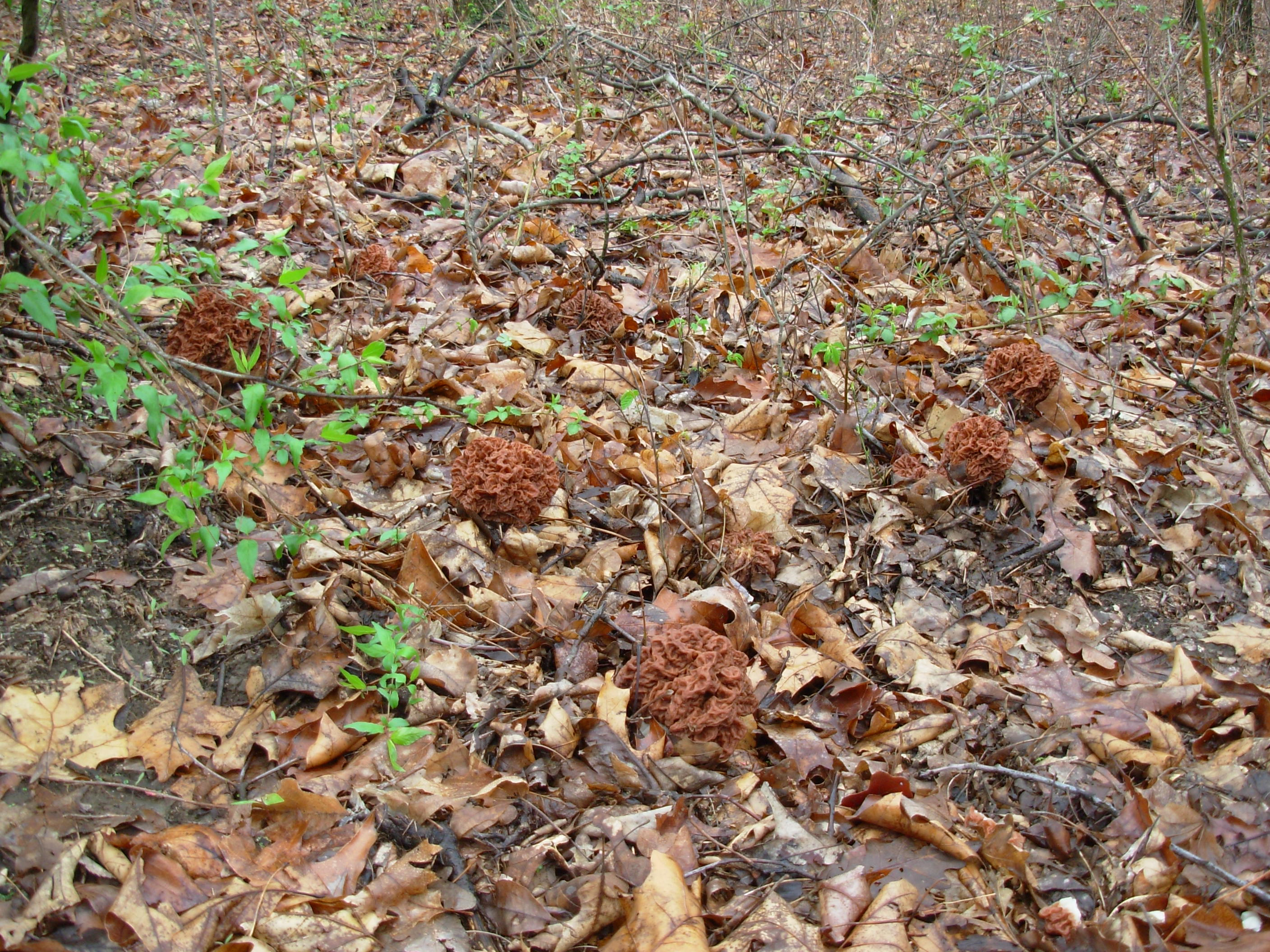
Los cuerpos fructíferos pueden crecer aislados o en grupos sueltos.

El hongo fructifica individualmente o en grupos sueltos en el suelo bajo árboles de madera dura, en humus rico. Los hábitats comunes incluyen cerca de tocones y otra madera muerta, particularmente roble, y a lo largo de los fondos de los ríos. En los estados del sur, puede aparecer ya en marzo, pero en otros lugares suele fructificar en abril y mayo. La especie se ha utilizado como indicador que señala el inicio de la «temporada de las colmenillas». Las especies de Gyromitra se consideran «oficialmente» sapróbias, pero presentan algunas tendencias micorrícicas y pueden integrar ambos estilos de vida ecológicos en su ciclo vital.
El área de distribución de G. caroliniana incluye desde Oklahoma hasta las Carolinas y el norte de los Grandes Lagos. Erich Benedix informó del hongo en Turingia y Austria, donde afirmó que anteriormente se había identificado erróneamente con formas jóvenes de Gyromitra infula. Una revisión más reciente refuta esas afirmaciones, diciendo que «los informes de Europa no tienen fundamento y se deben a la confusión con G. fastigiata y G. gigas». Los cuerpos fructíferos se desarrollan lentamente, y los especímenes que se dejan hasta finales de la temporada pueden crecer hasta cinco libras o más.

## Taxonomía
La especie fue denominada originalmente Morchella caroliniana por el botánico francés Louis Augustin Guillaume Bosc en 1811, y posteriormente sancionada con este nombre por Elias Fries en 1822. Fue transferida a Gyromitra por Fries en 1871. Gyromitra caroliniana es la especie tipo del subgénero Caroliniana del género Gyromitra. Esta agrupación comprende especies que tienen, en la madurez, ascosporas toscamente reticuladas (es decir, con una red de crestas en la superficie) con múltiples espinas romas que se originan en el retículo de las esporas. Otras especies de este subgénero incluyen G. fastigiata y la especie centroeuropea G. parma. En 1969, Erich Heinz Benedix creyó que la reticulación de las esporas era lo suficientemente única como para merecer la designación de un género separado, y describió Fastigiella para contener G. caroliniana. Harri Harmaja no estuvo de acuerdo, colocando posteriormente Fastigiella en sinonimia con Gyromitra.
En una revisión de 2009 sobre el género Gyromitra, los autores van Vooren y Moreau afirman que la descripción original de Bosc es ambigua y deja mucho margen a la interpretación, y sugieren que varios informes sobre la especie en Europa se refieran a Gyromitra fastigiata. Señalan que en 1970, el micólogo estonio Ain Raitviir consideró la Morchella caroliniana de Bosc como nomen dubium, y la descripción de Fries como nomen confusum, y abogó por el abandono del epíteto específico caroliniana. A principios de la década de 1970, Kent McKnight redefinió el taxón y seleccionó un neotipo, basado en cinco especímenes recolectados en Lorton, Virginia, en 1942.
El epíteto específico se refiere a las Carolinas, donde se recolectó científicamente por primera vez. Los nombres comunes incluyen la «morilla falsa marrón», la «morilla falsa de Carolina», la «roja grande», (particularmente en Misuri y Arkansas), o la «roja de río».